# François de Châteauneuf
Pour les articles homonymes, voir Châteauneuf.
Pour les autres membres de la famille, voir Famille de Castagnery.
François de Castagnère (Castagnéry), abbé de Châteauneuf, né vers 1650, mort en 1703 est un littérateur, diplomate français et homme d'esprit à qui l'on doit d'intéressantes études sur la musique des anciens ; mais il est surtout connu pour avoir été l'ami de Ninon de Lenclos et le parrain de Voltaire.

## Biographie
L'abbé de Châteauneuf était originaire de Chambéry. Son frère Jean-Baptiste, prieur du Prieuré de Saint-Paul en Chablais résigna en sa  faveur par bulles du 4 des ides de juillet 1668. En 1697, l'abbé de Polignac, envoyé en Pologne pour négocier l'élection du prince de Conti au trône de Varsovie et ayant fait aux Polonais des promesses que la cour trouvait exorbitantes, on décida d'envoyer M. de Forval en Pologne « pour voir plus clair à ces avances de l'abbé de Polignac, essayer de raccommoder ce qu'il avait gâté et donner des nouvelles plus nettes et plus désintéressées de toute cette négociation » (in Mémoires de Saint-Simon). Forval ayant été malade et n'ayant pu partir, il fut remplacé par l'abbé de Châteauneuf qui était de la société du Temple et de l'entourage des Conti. Son instruction est du 12 février 1697. Il est du  reste  plus connu comme homme d'esprit, de goût et de savoir, que comme diplomate. Ce fut lui qui présenta le jeune Voltaire, son filleul, au Temple et chez Ninon de Lenclos. On a de lui un Traité sur la musique des anciens publié après sa mort (Paris, 1725).
Son frère aîné, Pierre Antoine de Châteauneuf, marquis de Châteauneuf, 1644-1728, fut ambassadeur en Turquie, au Portugal et en Hollande.

## Sources
- Louis Farges, Recueil des instructions aux ambassadeurs en Pologne, Paris, 1888.